# 야누시 팔리코트

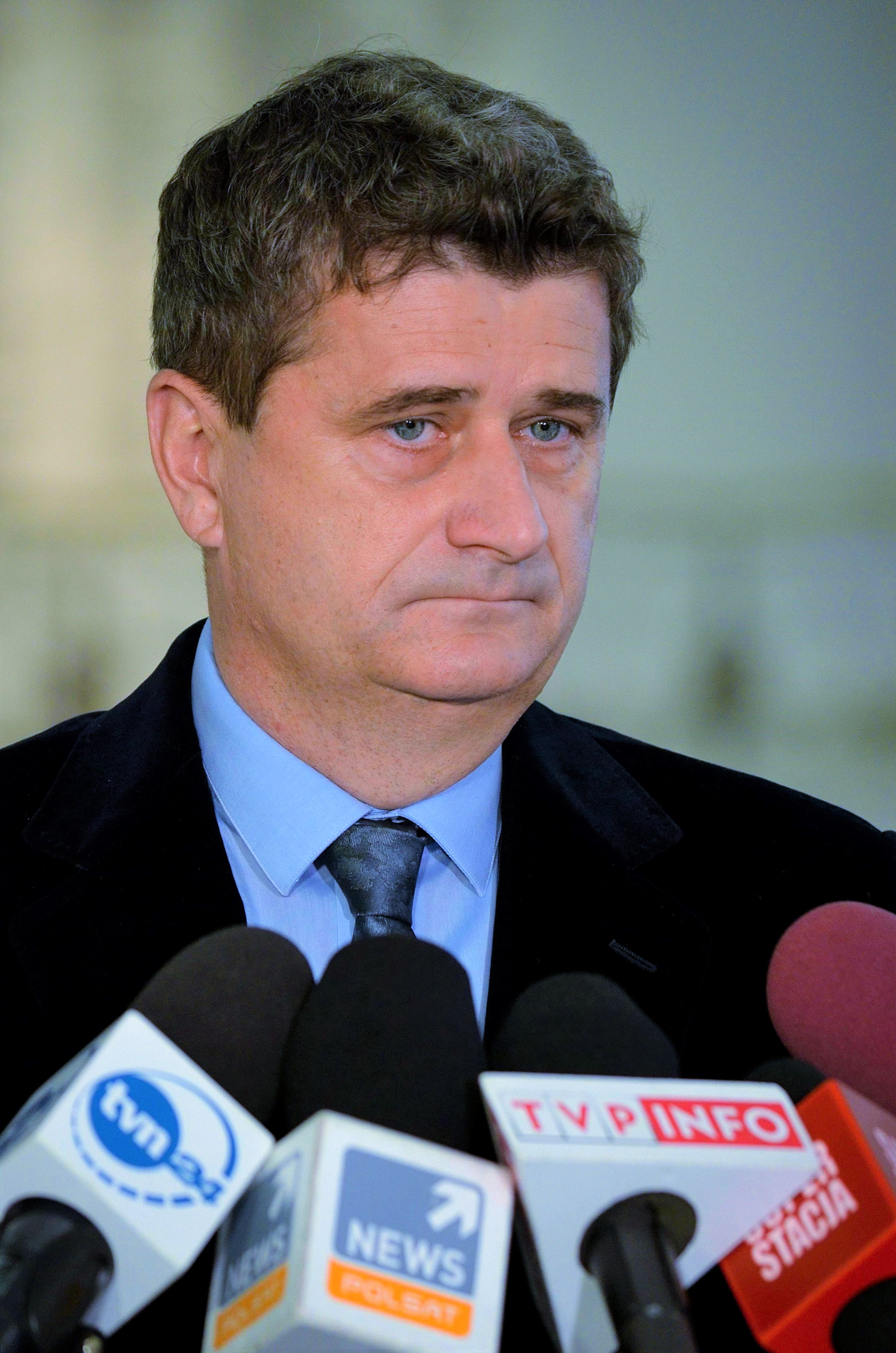
야누시 팔리코트

야누시 마리안 팔리코트(폴란드어: Janusz Marian Palikot, 1964년 10월 26일 ~ )는 폴란드의 운동가, 기업인, 정치인이다. 요한 바오로 2세 루블린 가톨릭 대학교에서 철학을 전공했으며, 상자 및 증류 음료 관련 사업으로 성공했다. 2005년 9월 26일 시민연단 소속으로 루블린 선거구 국회의원으로 출마해 당선되었으며, 2007년 재선에 성공하였다.
2011년 시민연단을 탈당한 뒤 지지운동을 결성했으며, 후에 자유주의 및 반교권주의 정당인 팔리코트 운동으로 개편되었다. 2011년 총선에서 10%를 득표해 원내 3당이 되었다.

## 역대 선거 결과
| 선거명      | 직책명          | 대수 | 정당      | 1차 득표율 | 1차 득표수 | 2차 득표율 | 2차 득표수 | 결과 | 당락 |
| ----------- | --------------- | ---- | --------- | ---------- | ---------- | ---------- | ---------- | ---- | ---- |
| 2015년 선거 | 폴란드의 대통령 | 6대  | 너의 운동 | 1.42%      | 211,242표  |            |            | 7위  | 낙선 |